# The Terminator 2029
The Terminator 2029 est un jeu vidéo de tir à la première personne développé et édité par Bethesda Softworks, sorti en 1992 sur DOS.

## Trame
Le jeu propose une histoire originale se déroulant en 2029. Le joueur incarne un résistant du groupe de John Connor face à la menace robotique de Skynet.

## Accueil
Computer Gaming World, dans son test du jeu, estime que Terminator 2029 est remarquable graphiquement et propose des prémices intéressantes.

## Extension
Une extension est sortie en 1993 sous le titre The Terminator 2029: Operation Scour.